# Barcelonès
 (février 2025).
Le Barcelonès est la comarque la plus peuplée et industrialisée de la Catalogne, dont la capitale est Barcelone.

## Géographie
Elle fait partie de la région métropolitaine de Barcelone, il s'agit d'une plaine délimitée par la mer Méditerranée à l'est, la cordillère de Collserola à l'ouest, et par les rivières Llobregat au sud et Besòs au nord.

## Carte
| Anoia Bages Segarra Solsonès Conca de · Barberà Moianès Osona Berguedà Basse · Cerdagne Alt · Urgell Pallars · Sobirà Val d'Aran Alta · Ribagorça Pallars · Jussà Noguera Urgell Pla · d'Urgell Segrià Garrigues Alt · Penedès Baix · Llobregat Barcelonès Vallès · Occidental Maresme Vallès · Oriental Ripollès Garrotxa Alt Empordà Pla de · l'Estany Gironès Selva Baix · Empordà Garraf Baix · Penedès Tarragonès Alt · Camp Baix · Camp Priorat Ribera · d'Ebre Terra · Alta Baix Ebre MontsiàFrance Pyrénées-Orientales Ariège Haute · Garonne Andorre Aragon Communauté valencienneMer Méditerranée |

## Histoire
La comarque est habitée depuis les temps des Ibères et a été occupée par les Carthaginois et les Romains. Au Moyen Âge, le nombre d'habitants augmente de façon sensible et le comté de Barcelone acquiert progressivement plus de poids au sein du pays, jusqu'à ce que Barcelone en devienne la capitale. Son apogée s'est poursuivi jusqu'au XXIe siècle, avec une concentration progressive de services et population.

## Lieux remarquables
- Puig Castellar, ancienne cité ibérique[1].

## Les communes

| Communes                  | Habitants |
| ------------------------- | --------- |
| Badalone                  | 218 553   |
| Barcelone                 | 1 593 075 |
| l'Hospitalet de Llobregat | 252 884   |
| Sant Adrià del Besòs      | 32 940    |
| Santa Coloma de Gramenet  | 118 129   |